# Leptoneta serbariuana
Leptoneta serbariuana là một loài nhện trong họ Leptonetidae.
Loài này thuộc chi Leptoneta. Leptoneta serbariuana được Carl Friedrich Roewer miêu tả năm 1953.